# Pierre Racine (historien)
Pour les articles homonymes, voir Pierre Racine (haut fonctionnaire) et Racine.
Pierre Racine, né le 3 septembre 1925 à Dijon et mort le 9 octobre 2021 à Strasbourg est un historien médiéviste français. Spécialiste de l'Italie médiévale, il publie également des ouvrages sur le Saint-Empire et Marco Polo.

## Biographie
Pierre Racine naît à Dijon le 3 septembre 1925. Ses parents sont employés à la Poste, il est le second d'une fratrie de cinq enfants. Pierre Racine effectue sa scolarité secondaire à Dijon. Il entre dans la Résistance en juillet 1944.
Il entre en hypokhâgne à Dijon, puis en khâgne au lycée Henri-IV à Paris. Ayant échoué au concours d'entrée à l'École normale supérieure, il poursuit des études d'histoire à l'université de Dijon puis à celle de Strasbourg et obtient l'agrégation d'histoire.

### Carrière
Il est professeur agrégé au lycée français et à l'Institut français de Fribourg-en-Brisgau de 1951 à 1967 puis entre dans la carrière universitaire comme assistant en histoire médiévale à l'université de Strasbourg. 
En 1977, il soutient à l’Université de Paris I sa thèse de doctorat d’État sur la ville italienne de Plaisance du Xe siècle au XIIIe siècle.
Il est professeur des universités, d'abord à l'université de Metz de 1973 à 1983, puis à l'université de Strasbourg de 1983 à 1994, date de son départ en retraite.

### Historien de l'Italie médiévale
En 1979, la thèse de Pierre Racine sur Plaisance du Xe siècle au XIIIe siècle est publiée. Il y étudie l'évolution économique, sociale et institutionnelle de cette ville, de l'acquisition des droits comtaux par l'évêque en 997 au triomphe de l'aristocratie marchande au XIIIe siècle. La publication de cet ouvrage est considérée comme « an important event ».

### Autres études
En 2012, Pierre Racine publie une biographie de Marco Polo, qui est saluée comme « un bel ouvrage montrant ce que le célèbre voyageur vénitien, doté d’une curiosité universelle, a vu, ce qu’il a embelli ou omis dans son œuvre, tout cela replacé dans son contexte historique ».
Pierre Racine meurt le 9 octobre 2021 à Strasbourg.

## Principales publications

### Ouvrages personnels
- Plaisance du Xe siècle à la fin du XIIIe siècle : Essai d'histoire urbaine, Lille-Paris, Atelier national de reproduction des thèses, Université Lille 3 - Honoré Champion, 1979, 1554 p.[3],[4].
- L'Occident chrétien au XIIIe siècle : Destins du Saint-Empire et de l'Italie, Paris, Sedes, coll. « Regards sur l"histoire », 1995, 480 p. (ISBN 978-2718135168).
- Les villes d'Italie : du milieu du XIIe siècle au milieu du XIVe siècle, Paris, Sedes, 2004, 224 p. (ISBN 978-2-301-00113-9, lire en ligne).
- Frédéric Barberousse (1152-1190), Paris, Perrin, 2009, 440 p. (ISBN 978-2-262-03012-4).
- Marco Polo et ses voyages, Paris, Perrin, coll. « Biographies », 2012, 458 p. (ISBN 9782262039585, lire en ligne)[5].
- Le Liber Augustalis : Constitutions de l'empereur Frédéric II pour le royaume de Sicile, Sicania University Press, coll. « Universita degli studi di Messina », 2013, 200 p. (ISBN 978-8872681404).
- La bataille de Legnano : 29 mai 1176, Chamalières, Lemme edit, coll. « illustoria », 2014, 108 p. (ISBN 978-2-917-57541-3).
- Laurent le Magnifique (1449-1492) : Un prince italien de la Renaissance, Paris, Ellipses, coll. « Biographies & mythes historiques », 2015, 278 p. (ISBN 978-2-340-00897-7).

### Direction d'ouvrages collectifs
- Marie-Thérèse Caron, Pierre Desportes, Marie-Claude Gerbet, Georges Jehel, Pierre Racine, Annie Saunier (dir.), Villes et sociétés urbaines au Moyen Âge : Hommage à M. le Professeur Jacques Heers, Paris, Presses de l'université Paris-Sorbonne, coll. « Cultures et civilisations médiévales » (no 11), 1994, 316 p. (ISBN 9782840500308).
- Paola Galetti et Pierre Racine (dir.), I mulini nell’Europea medievale : Atti del convegno di San Quirino d’Orcia, 21-23 settembre 2000, Bologne, CLUEB, coll. « Biblioteca di Storia Agraria Medievale » (no 21), 2003, 372 p.[7],[8].
- Christian Baechler, François Igersheim et Pierre Racine (dir.), Les Reichsuniversitäten de Strasbourg et de Poznan et les résistances universitaires, Strasbourg, Presses Universitaires de Strasbourg, coll. « Les mondes germaniques » (no 12), 2005, 283 p. (ISBN 2-86820-268-3)[9],[10].

### Notice biographique
- Damien Coulon, « Décès de Pierre Racine (3 sept. 1925 – 9 oct. 2021) », sur Société des historiens médiévistes de l’enseignement supérieur public.